# Olencira
Olencira är ett släkte av kräftdjur. Olencira ingår i familjen Cymothoidae.
Kladogram enligt Catalogue of Life:
| Olencira | \| \| Olencira lamarckii \| \| \| \| \| \| Olencira praegustator \| \| \| \| |
|          | \| \| Olencira lamarckii \| \| \| \| \| \| Olencira praegustator \| \| \| \| |
|          | Olencira lamarckii                                                           |
|          |                                                                              |
|          | Olencira praegustator                                                        |
|          |                                                                              |